# Almanya: Bienvenido a Alemania
Almanya: Bienvenido a Alemania ( en alemán: Almanya – Willkommen in Deutschland    ) ( Almanya es el nombre en turco de Alemania) es una película de comedia alemana del 2011 dirigida por Yasemin Şamdereli .  La película se estrenó en el 61.er Festival Internacional de Cine de Berlín en la sección de competencia y ganó el Deutscher Filmpreis 2011 en las categorías de Mejor Guion y Mejor Película. 
La tragicomedia dramatiza la cuestión de la identidad y la pertenencia de los antiguos trabajadores turcos invitados en Alemania y sus descendientes.  La película se estrenó en los cines alemanes el 10 de marzo y fue la cuarta película alemana más exitosa de 2011 con 1,5 millones de espectadores. 

## Reparto
- Aylin Tezel como Canan.
- Vedat Erincin como Hüseyin.
- Fahri Ögün Yardim como Hüseyin (joven).
- Lilay Huser como Fatma.
- Demet Gül como Fatma (joven).
- Aykut Kayacik como Veli.
- Aycan Vardar como Veli (joven).
- Ercan Karacayli como Muhamed.
- Kaan Aydogdu como Muhamed (joven).
- Iir Eloğlu as Leyla.
- Aliya Artuc como Leyla (joven).
- Petra Schmidt-Schaller como Gabi.
- Denis Moschitto como Ali.
- Axel Milberg como oficial alemán.
- Tim Seyfi como comerciante de vegetales.
- Aglaia Szyszkowitz como doctora.
- Katharina Thalbach como mujer en el metro.
- Saskia Vester como vecina.

## Trama
Cenk Yılmaz, de seis años, comienza a cuestionar su identidad en su escuela de alemán un día cuando no es elegido ni para el equipo de fútbol alemán ni para el turco.  Es hijo de Ali, de ascendencia turca, y su esposa alemana, Gabi. Ella y Cenk no pueden hablar turco.  En una comida familiar, su abuela Fatma declara a la familia su recién adquirida ciudadanía alemana.  En la misma comida, el abuelo Hüseyin le dice a la familia que compró una casa en Turquía que quiere usar como casa de verano.  Para renovar la casa, quiere viajar a Turquía con toda la familia. 
La prima de 22 años de Cenk, Canan, está embarazada del hijo de su novio británico, David, pero aún no se lo ha dicho a la familia.  Ella comienza a contarle a Cenk la historia de cómo su abuelo llegó a Alemania en la década de 1960 como el trabajador invitado número 1.000.001 para ayudar a cubrir la escasez de trabajadores.  Ella explica cómo el abuelo Hüseyin trajo a su familia a Alemania después, los sueños y preocupaciones que trajeron con ellos y las dificultades que enfrentaron. 
Juntos, la familia vuela a Turquía, donde alquilan un autobús para conducir a su antigua ciudad natal en el este de Anatolya para ver su nueva casa.  Hüseyin adivina que Canan está embarazada y reacciona con comprensión.  Hüseyin recibe una invitación para dar un discurso en una ceremonia oficial de agradecimiento para los trabajadores invitados en el Palacio Bellevue .  Después de seguir conduciendo, Hüseyin muere repentinamente y desde que recibió recientemente la ciudadanía alemana, las autoridades turcas se niegan a permitir que lo entierren en un cementerio musulmán.  En cambio, la familia lleva su cuerpo a su antigua ciudad natal y lo entierran allí.  Cenk ve a todas las generaciones de su familia en sus diferentes edades reunidas alrededor de la tumba. 
La casa comprada por Hüseyin resulta ser una ruina.  Su hijo, Muhamed, decide quedarse en Turquía para reconstruirlo, ya que está desempleado en Alemania.  El resto de la familia vuelve a Alemania.  Cenk da el discurso que Hüseyin preparó frente a la canciller Angela Merkel . 

## Premios
- 2001: Premio de Cine Alemán Deutscher Filmpreis a Mejor Guion en Oro y Mejor Película en Plata